# Список наград и номинаций Романа Поланского
Роман Полански — польский и французский кинорежиссёр, продюсер, сценарист и актёр.
Он получил пять номинаций на премию «Оскар» и выиграл за лучшую режиссуру за фильм «Пианист» (2002). Ранее он был номинирован за фильмы «Ребёнок Розмари» (1968) за лучший адаптированный сценарий, «Китайский квартал» (1974) и «Тэсс» (1979), оба за лучшую режиссуру. Он получил две номинации на премию BAFTA за лучшую режиссуру за «Китайский квартал» и «Пианиста», выиграв обе. Он также получил четыре номинации на премию «Золотой глобус», выиграв две за «Китайский квартал» (Лучшая режиссёрская работа) и «Тэсс» (Лучший иностранный фильм). Он получил Золотую пальмовую ветвь от Каннского кинофестиваля за «Пианиста».

## Награды и номинации

### Премия «Оскар»
| Год  | Категория                      | Фильм             | Результат | Пр.   |
| ---- | ------------------------------ | ----------------- | --------- | ----- |
| 1969 | Лучший адаптированный сценарий | Ребёнок Розмари   | Номинация | [ 1 ] |
| 1975 | Лучшая режиссура               | Китайский квартал | Номинация | [ 2 ] |
| 1981 | Лучшая режиссура               | Тэсс              | Номинация | [ 3 ] |
| 2003 | Лучшая режиссура               | Пианист           | Победа    | [ 4 ] |
| 2003 | Лучший фильм                   | Пианист           | Номинация | [ 4 ] |

### Премия BAFTA
| Год  | Категория        | Фильм             | Результат | Пр.   |
| ---- | ---------------- | ----------------- | --------- | ----- |
| 1975 | Лучшая режиссура | Китайский квартал | Победа    | [ 5 ] |
| 2003 | Лучшая режиссура | Пианист           | Победа    | [ 6 ] |

### Премия «Золотой глобус»
| Год  | Категория                  | Фильм             | Результат | Пр.   |
| ---- | -------------------------- | ----------------- | --------- | ----- |
| 1969 | Лучший сценарий            | Ребёнок Розмари   | Номинация | [ 7 ] |
| 1975 | Лучшая режиссёрская работа | Китайский квартал | Победа    | [ 8 ] |
| 1981 | Лучшая режиссёрская работа | Тэсс              | Номинация | [ 9 ] |
| 1981 | Лучший иностранный фильм   | Тэсс              | Победа    | [ 9 ] |

### Каннский кинофестиваль
| Год  | Категория               | Фильм   | Результат | Пр.    |
| ---- | ----------------------- | ------- | --------- | ------ |
| 2002 | Золотая пальмовая ветвь | Пианист | Победа    | [ 10 ] |

### Премия «Сезар»
| Год  | Категория                      | Фильм          | Результат | Пр.    |
| ---- | ------------------------------ | -------------- | --------- | ------ |
| 1980 | Лучший фильм                   | Тэсс           | Победа    | [ 11 ] |
| 1980 | Лучшая режиссура               | Тэсс           | Победа    | [ 11 ] |
| 2003 | Лучший фильм                   | Пианист        | Победа    | [ 12 ] |
| 2003 | Лучшая режиссура               | Пианист        | Победа    | [ 12 ] |
| 2011 | Лучшая режиссура               | Призрак        | Победа    | [ 13 ] |
| 2011 | Лучший адаптированный сценарий | Призрак        | Победа    | [ 13 ] |
| 2014 | Лучший фильм                   | Венера в мехах | Номинация | [ 14 ] |
| 2014 | Лучшая режиссура               | Венера в мехах | Победа    | [ 14 ] |
| 2014 | Лучший адаптированный сценарий | Венера в мехах | Номинация | [ 14 ] |
| 2020 | Лучший фильм                   | Офицер и шпион | Номинация | [ 15 ] |
| 2020 | Лучшая режиссура               | Офицер и шпион | Победа    | [ 15 ] |
| 2020 | Лучший адаптированный сценарий | Офицер и шпион | Победа    | [ 15 ] |